# Republikańska Partia Albanii
Republikańska Partia Albanii (alb. Partia Republikane e Shqipërisë) – albańska partia polityczna o ideologii konserwatywnej i narodowej. Powstała w 1991 r. W 2001 roku była częścią Unii dla Zwycięstwa (alb. Bashkimi për Fitoren), która zdobyła 37,1% głosów i 46 miejsc w parlamencie. W 2005 roku natomiast uzyskała 11 miejsc na 140 ogółu, stając się trzecią pod względem wielkości partią polityczną w Albanii. W wyborach 2009 zdobyła zaledwie 1 mandat (w okręgu stołecznym). Pozostaje sojusznikiem Demokratycznej Partii Albanii, wchodząc w skład rządu. Partią kieruje Fatmir Mediu.

## Historia
Partia została założona w styczniu 1991 roku z inicjatywy albańskiego pisarza Sabri Godo, który został jej pierwszym przewodniczącym. Ugrupowanie było drugą partią (po Partii Demokratycznej) powstałą po zmianach systemowych w Albanii. 
W wyborach w 1992 roku partia uzyskała 2,9% poparcia i jedno miejsce w parlamencie. Wtedy nawiązała już współpracę z Demokratyczną Partią Albanii.
Pomimo że w wyborach w 2005 roku partia zdobyła 20% poparcia i pierwsze miejsce w sondażu, przełożyło się to na zaledwie 11 miejsc w parlamencie, spośród 40 wybieranych na drodze ordynacji proporcjonalnej.

## Ideologia
Partia identyfikuje się z programem amerykańskiej Partii Republikańskiej, opartym na konserwatyzmie i wolnym rynku. Partia popiera Unię Europejską i NATO, choć do 2009 roku partia należała do Sojuszu na rzecz Europy Narodów.

## Reprezentacja w parlamencie albańskim
| Rok  | Ilość miejsc dla RPS | Zmiana +/- | Sumaryczna ilość miejsc w parlamencie |
| ---- | -------------------- | ---------- | ------------------------------------- |
| 1992 | 1                    | 1          | 140                                   |
| 1996 | 3                    | 2          | 140                                   |
| 1997 | 1                    | 2          | 155                                   |
| 2001 | -                    | -          | -                                     |
| 2005 | 11                   | 11         | 140                                   |
| 2009 | 1                    | 10         | 140                                   |
| 2013 | 3                    | 2          | 140                                   |
| 2017 | 0                    | 3          | 140                                   |